# Cryptopodia queenslandi
Cryptopodia queenslandi is een krabbensoort uit de familie van de Parthenopidae. De wetenschappelijke naam van de soort is voor het eerst geldig gepubliceerd in 1918 door Rathbun.